# Mexican America
Mexican America was een professioneel worstelstable in de Total Nonstop Action Wrestling (TNA). De leden van de stable waren Hernandez, Rosita en Sarita. Anarquia was ook maandenlang lid totdat zijn TNA-contract afliep. Ze drukken zich uit als schurkachtige anti-Amerikanen en promoten de prioriteit van Mexicaans-Amerikanen. Het motto van de groep is "nada es imposible" (Spaans voor "niets is onmogelijk"), na een tatoeage op Hernandezs biceps.

## Prestaties
- Total Nonstop Action Wrestling
  - TNA Knockouts Tag Team Championship (1 keer) – Rosita & Sarita
  - TNA World Tag Team Championship (1 keer) – Anarquia & Hernandez